# 伊藤もなみ
伊藤 もなみ（いとう もなみ、1979年12月4日 - ）は東京都出身の女性ファッションモデル。株式会社ピクシー・レッド所属。

## 略歴
宝仙学園中学校・高等学校卒業。日本大学生物資源科学部中退、メイクアップアーティスト学園卒業。
1995年から数年間、ファッション雑誌「セブンティーン」（集英社）の専属モデルとして活動した。

## 出演

### 雑誌
- セブンティーン（集英社。1995年 - ?）専属モデル
- Ｄｏｍａｎｉ（小学館）

### CM
- NTTコミュニケーションズ OCN
- 三ツ矢サイダー
- 日本マクドナルド
- タワーレコード　渋谷店・梅田店
- 資生堂スーパーマイルドシャンプー
- SHARP ザウルス
- ハイチオールC
- 「Edy」ビットワレット
- 富士急ハイランド

### テレビドラマ
- ブランド（2000年、フジテレビ）モデル役
- エジソンの母（2008年、TBS）北山美雪 役

### SHOW
- IKKO　メイク＆ファッションショー
- ハナエ・モリ　制服ショー
- BVLGARI
- Sergio Rossi
- Salvatore Feragamo
- 花井幸子
- Hiroko Koshino

## 所属事務所
- 公式プロフィール
- 活動